# Elektroda trzeciego rodzaju
Elektroda trzeciego rodzaju – elektroda zbudowana z metalu (M), pokrytego dwoma warstwami soli:
- pierwszą z trudno rozpuszczalnej soli (MX),
- drugą z łatwiej rozpuszczalnej soli (NX) drugiego metalu (N),

zanurzona w elektrolicie zawierającym kationy metalu N i aniony (X), wspólne dla obu soli. Na trzech granicach faz, występujących w półogniwie, zachodzą różne potencjałotwórcze elementarne reakcje odwracalne. Niech za przykład posłuży ogniwo, w którym: M = Zn, N = Ca i X = C
2O2−
4. Takie półogniwo zapisuje się jako:
Zn (s) | ZnC
2O
4 (s)  | CaC
2O
4 (s)  | Ca(NO
3)
2 (aq).
Zachodzą w nim:
- reakcje elementarne:

Zn ⇌ Zn2+
 + 2e−

ZnC
2O
4 ⇌ Zn2+
 + C
2O2−
4
CaC
2O
4 ⇌ Ca2+
 + C
2O2−
4
- reakcja złożona (sumaryczna):

Zn + CaC
2O
4 ⇌ ZnC
2O
4 + Ca2+
 + 2e−
.
Równanie reakcji sumarycznej dowodzi, że elektroda jest odwracalna względem kationu. Równanie Nernsta, zapisane w odniesieniu do reakcji sumarycznej, jest analogiczne do opisującego zmiany potencjału elektrod pierwszego rodzaju:
{\displaystyle E=E^{0}+{\frac {RT}{2F}}\ln a_{\mathrm {Ca} ^{2+}}.}
Odpowiada ono wapniowej elektrodzie pierwszego rodzaju.
Mimo podobieństwa równań Nernsta dla elektrod I i III rodzaju ich właściwości i zastosowania są różne. Elektroda pierwszego rodzaju ma potencjał zmienny – zależny od zmiennego stężenia kationu, np. w analizowanym roztworze, więc może być stosowana w potencjometrii jako elektroda robocza (wskaźnikowa). Potencjał elektrody trzeciego rodzaju, odwracalnej względem tego samego kationu, utrzymuje się na stałym poziomie, ponieważ stałe jest stężenie kationu, dzięki zbuforowaniu jonów potencjałotwórczych (zachowanie stałej wartości iloczynu rozpuszczalności soli tworzącej warstwę). Dzięki temu taka elektroda może być stosowana jako elektroda porównawcza (odniesienia), o stałym, odtwarzalnym potencjale.